# Dakowy Mokre
Dakowy Mokre (prononciation : [daˈkɔvɨ ˈmɔkrɛ]) est un village polonais de la gmina d'Opalenica dans le powiat de Nowy Tomyśl de la voïvodie de Grande-Pologne dans le centre-ouest de la Pologne.
Il se situe à environ 8 kilomètres au sud-est d'Opalenica (siège de la gmina), à 26 kilomètres à l'est de Nowy Tomyśl (siège du powiat) et à 32 kilomètres au sud-ouest de Poznań (capitale régionale).

## Histoire
De 1793 à 1918, Dakowy Mokre fait partie de l'arrondissement de Kosten jusqu'en 1818 puis de l'arrondissement de Buk jusqu'en 1887 puis de l'arrondissement de Grätz dans le district de Posen au sein de la province de Posnanie.
De 1975 à 1998, le village faisait partie du territoire de la voïvodie de Poznań.

Depuis 1999, Dakowy Mokre est situé dans la voïvodie de Grande-Pologne.